# Eilsleben
Eilsleben – gmina w Niemczech, w kraju związkowym Saksonia-Anhalt, w powiecie Börde, siedziba gminy związkowej Obere Aller.
1 stycznia 2010 gminę powiększono o gminę Wormsdorf, która stała się jej dzielnicą.

## Geografia
Eilsleben leży ok. 30 km na zachód od Magdeburga.